# Мюоний

«Наивная» классическая схема строения атома мюония.

Мюо́ний — водородоподобный экзотический атом, в качестве ядра которого выступает положительный мюон μ+ (антимюон). Электронное облако мюония состоит из одного электрона. Приведённая масса мюония и его радиус первой боровской орбиты близки к соответствующим величинам для атома водорода, поскольку массы как мюона, так и протона значительно превышают массу электрона (в 207 и 1836 раз, соответственно). Поэтому химически мюоний ведёт себя подобно атомарному водороду и может рассматриваться как его сверхлёгкий изотоп; однако время жизни этого атома очень мало (мюон нестабилен и распадается в среднем за 2,2 мкс). Химический символ — Mu. Хотя время жизни мюона невелико, мюоний успевает образовать химические соединения, например хлорид мюония (MuCl) и мюонид натрия (NaMu), существующие лишь в виде одиночных молекул. Мюоний образуется, когда положительный мюон тормозится и останавливается в веществе, захватив электрон из окружающей среды. Мюоний следует отличать от мюонных атомов — мезоатомов, которые возникают при захвате обычным атомом отрицательного мюона на орбиту вокруг ядра.